# 망루의 결사대
"망루의 결사대"는 한국에서 제작된 금정정 감독의 1943년 영화이다. 김신재 등이 주연으로 출연하였고 이창용 등이 제작에 참여하였다.

## 출연

### 주연
- 김신재
- 전옥
- 주인규
- 전택이
- 심영

## 기타
- 조명: 김성춘
- 미술: 김정항